# كأس الاتحاد الإنجليزي 2002–03
كأس الاتحاد الإنجليزي 2002–03 (بالإنجليزية: 2002–03 FA Cup)‏ هو الموسم 122 من  كأس الاتحاد الإنجليزي. الذي يشرف على تنظيمه الاتحاد الإنجليزي لكرة القدم، وفاز فيه نادي أرسنال.